# Amedeo Peyron (sindaco)
Amedeo Peyron (Torino, 5 novembre 1903 – Torino, 22 luglio 1965) è stato un avvocato e politico italiano, Sindaco di Torino dal 1951 al 1962.

## Biografia
Nato a Torino, primo di sei fratelli, si prese carico della famiglia già in giovane età a motivo della scomparsa prematura del padre, ingegnere civile. Affrontò con brillanti risultati il suo percorso di studi: diploma al Liceo classico Alfieri, laurea in giurisprudenza (relatore Gioele Solari) all'Università di Torino con il voto di 110/110 e lode. In pochi anni si affermò come avvocato civilista e canonista.
Fu membro della Società Piemontese di Archeologia e Belle Arti, socio dell'Istituto per la Storia del Risorgimento, consigliere della Famija Turineisa, autore di alcune monografie giuridiche, storiche ed artistiche. È stato «gentiluomo d'onore» dell'arcivescovo di Torino cardinal Maurilio Fossati, dal 1933 al 1951. Consigliere comunale iscritto nelle file della Democrazia Cristiana, venne eletto sindaco della città di Torino il 16 luglio 1951: lo rimarrà sino al 1962.
Federalista convinto, nei suoi due mandati cercò di rinnovare le strutture e lo spirito della città in prospettiva europea: realizzò il primo giardino italiano arredato con giochi per bambini, attuò, sia pure con dieci anni di ritardo, il piano regolatore approvato dal predecessore, il comunista Domenico Coggiola, lanciò numerose iniziative per le celebrazioni di Italia '61, nel centenario dell'Unità d'Italia.
Sotto la sua amministrazione vennero inaugurate diverse e numerose opere pubbliche tra le quali l'aeroporto di Torino Caselle oggi intitolato a Sandro Pertini, l'ospedale Martini Nuovo, il nuovo mattatoio, la ricostruzione del Teatro Regio, la nuova sede della Galleria d'arte moderna e la nuova sede della Biblioteca civica.
Fu presidente della sezione italiana dei Consiglio dei Comuni d'Europa. Peyron è stato inoltre presidente della Comunità Europea di Credito Comunale (trasferendo la sede proprio nel capoluogo piemontese) e vice presidente della Conferenza europea dei Poteri Locali con sede a Strasburgo.
A Sauze d'Oulx, dov'era in vacanza con la famiglia, subì un'emorragia cerebrale da cui non si riprese, morendo a Torino nel 1965.
 La capitale subalpina gli ha intitolato una piazza e nel 1965 la scuola media "Amedeo Peyron", dal 2000 denominata Scuola media "Fermi-Peyron".